# 吉岡小鼓音
吉岡 小鼓音（よしおか さこと、4月20日 - ）は、日本の女優。神奈川県横浜市出身。血液型はO型。東京芸術大学音楽学部声楽科卒。元『劇団四季』所属（1991年に退団）。

## 主な出演作品

### 舞台
劇団四季
- オペラ座の怪人（1989年 - 1990年）- クリスティーヌ 役
- キャッツ （1989年 - 1990年）- シラバブ 役

退団後
- ヘンゼルとグレーテル（1992年）- ヘンゼル 役
- 回転木馬(ミュージカル)(1995年)- キャリー・ピパレッジ 役
- 美少女戦士セーラームーン（1997年 - 1998年、サンシャイン劇場 他）- 火球王妃 役
- アイ・ハヴ・ア・ドリーム - ジャネット役
- イントゥ・ザ・ウッズ（2004年、新国立劇場）- ラプンツェル 役

## 歌
- Galaxy Express 999 MOTHER
  - 作詞：冬杜花代子 / 作曲・編曲：田中公平
  - 映画『銀河鉄道999 エターナル・ファンタジー』挿入歌

### ディスコグラフィ
1. 地球の子供たち （1995年12月25日発売）
  1. 地球の子供たち
  2. 輝く 今に
  3. ひとり立ちのうた
  4. わたしだけの秘密